# Útközben elmeséled
Az Útközben elmeséled - Csavargások Sváby Andrással a Viasat3 2024. október 7-én indult utazós reality-je.
A műsorvezetője Sváby András.

## Története
2024. augusztus 26-án Kis-Bocz Éva, az Antenna Entertainment régiós csatornaigazgatója az őszi sajtótájékoztatóban bejelentette, hogy Sváby András vezetésével érkezik az Útközben elmeséled - Csavargások Sváby Andrással a Viasat3-ra. Ezen kívül a premierdátumot is bejelentették. 2024. november 4-én a Big Picture konferencián bejelentették a folytatását.

## Évadok
| Évad | Évad | Részek száma | Részek száma | Eredeti sugárzás | Eredeti sugárzás   | Eredeti adó |
| Évad | Évad | Részek száma | Részek száma | Évadbemutató     | Évadzáró           | Eredeti adó |
| ---- | ---- | ------------ | ------------ | ---------------- | ------------------ | ----------- |
|      | 1.   | 8            | 8            | 2024. október 7. | 2024. november 25. |             |
|      | 2.   | 8            | 8            | 2025. ősz        | n. a.              |             |

## Vendégek
| Adás | Vendég           | Vendég  |
| Adás | 1. évad          | 2. évad |
| ---- | ---------------- | ------- |
| 1.   | Szabó Győző      |         |
| 2.   | Geszti Péter     |         |
| 3.   | Rubint Réka      |         |
| 4.   | Kajdi Csaba      |         |
| 5.   | Szilágyi Liliána |         |
| 6.   | Alföldi Róbert   |         |
| 7.   | Falusi Mariann   |         |
| 8.   | Lakatos László   |         |